# Принкіпонніська митрополія
Принкіпонніська митрополія (грец. Μητρόπολη Πριγκηποννήσων) — митрополія Константинопольської православної церкви на території Туреччини. Єпархіальний центр — Стамбул (в районі Адалар).
Митрополія охоплює територію Принцевих островів (Кизиладалар) в Мармуровому морі (територіально належать до Стамбула). На острові Бююада розташоване єпархіальне управління, на острові Хейбеліада — Богословська семінарія.
До 1924 року острови належали до Халкідонської митрополії. У січні 1924 року створена Принкіпонніська митрополія.
Правлячий архієрей має титул митрополит Принкіпонніський, іпертим і екзарх Пропонту.

## Очільники митрополії
- Агафангел (1924—1927)
- Фома (1927—1946)
- Дорофей (1946—1974)
- Константин (1974—1977)
- Агапій (1977—1979)
- Каллінік (1979—1985)
- Симеон (1987—2002)
- Яків (2002—2018)
- Димитрій (з 2018)